# Biscuit Fan
Biscuit Fan（ビスケット・ファン）は日本のロックバンド。

## メンバー
- 風間信幸（ボーカル、ギター）
- 山田大介（ギター）
- 小島肇也（ベース）
- 堀池祐太郎（ドラム）

## 概要
1994年結成。
1998年12月9日に、シングル「恋人のいる時間」で東芝EMI（URCレーベル）からメジャーデビュー。はっぴいえんどを輩出したURCレーベルからの、30年ぶりの新人バンドであった。どこか懐かしさの漂うメロディとソフトロック、ギターポップ調のサウンドが特徴である。
2000年5月31日に下北沢GARAGEで行われたラストライブをもって活動休止。

## タイアップ一覧
| 使用年 | 曲名           | タイアップ                                   |
| ------ | -------------- | -------------------------------------------- |
| 1999年 | 昼下がりの空に | テレビ東京系『はいかい』テーマソング         |
| 1999年 | 昨日のゆくえ   | 東芝 デジタルカメラ「Allegretto M4」CMソング |